# آلبرشت فیستر

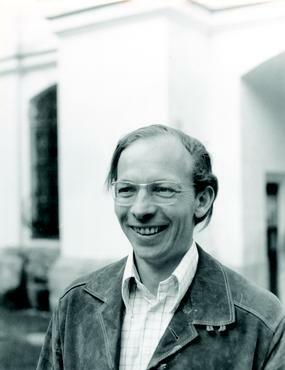
نگارهٔ آلبرشت فیستر، ریاضی‌دان آلمانی - ۱۹۷۶

آلبرشت فیستر (به آلمانی: Albrecht Pfister)(زاده ژوئیه ۱۹۳۴ در مونیخ) ریاضی‌دان اهل آلمان است. او بیش از همه به خاطر کارهایش در جبر و فرمهای درجه دوم شناخته شده است. فیستر در سال ۱۹۶۱ مدرک دکترایش را در دانشگاه لودویگ ماکسیمیلیان مونیخ به دست آورد. استادان راهنمایش کارل اشتاین و مارتین کنزر بودند. تز دکترای او «درباره مسئله ضرایب تابع های کراندار دو متغیره» نام داشت. از سال ۱۹۷۰ به درجه استادی در دانشگاه ماینتس رسید و این مقام را تا زمان بازنشستگی حفظ نمود. فیستر در سال ۱۹۷۰ به عنوان سخنران مدعو در کنگره جهانی ریاضیدانان در نیس درباره «جمع مربعها در میدان های حقیقی توابع» سخنرانی کرد.
فیستر در ریاضیات بیشتر به خاطر فرمهای درجه دومی که به نام خود او فرمهای فیستر نام نهاده شده اند شناخته شده است. فیستر این فرمها را در سال ۱۹۶۵ معرفی نمود. این فرمها دارای کاربردهایی در نظریه-K و از آنجا در حدس میلنور هستند. در واقع، حدس میلنور را میتوان بر اساس این فرمها فرمولبندی کرد. از دیگر مفاهیمی در ریاضیات که به نام فیستر هستند، میتوان مفهوم «همسایگی فیستر» را نام برد.